# 有山尚宏
有山 尚宏（ありやま たかひろ、1976年5月20日 - ）は、日本の俳優。本名同じ。ノックアウト所属。埼玉県出身、血液型A型。2006年に劇団東京乾電池に入団。

## 出演

### 映画
- 青〜chong〜（李相日監督、2000年）
- ウォーターボーイズ（矢口史靖監督、2000年）
- 群青の夜の羽毛布（磯村一路監督、2001年）
- BORDER LINE（李相日監督、2002年）
- 69 sixty nine（李相日監督、2004年）
- YUMENO ユメノ（鎌田義孝監督、2005年）
- SAYONARA TOKYO（Thomas Kronthaler監督、2006年）
- 百万円と苦虫女（タナダユキ監督、2005年）
- L change the WorLd（中田秀夫監督、2005年）
- 60歳のラブレター（深川栄洋監督、2009年）
- アフロにした、暁には（藤村享平監督、2009年）
- 悪人（李相日監督、2010年）
- GANTZ（佐藤信介監督、2011年）
- ADULT〜24歳の恋（中町サク監督、2011年）
- SP 革命篇（波多野貴文監督、2011年）
- ガール（深川栄洋監督、2012年）
- 指さきのそのさき（山田修平監督、2012年）
- 連結部分は電車が揺れる（内田春菊監督、2013年）
- ボクたちの交換日記（内村光良監督、2013年）
- プラムレイン（フレデリック・フィスバック監督）
- 新米記者トロッ子 私がやらねば誰がやる!（ 小林啓一監督、2024年） - 渡辺一徹 役[1]

### テレビドラマ
- 最悪（BS-i、2000年）
- 精霊流し〜あなたを忘れない〜（NHK、2002年）
- 十津川警部シリーズ24「伊豆の海に消えた女」（TBS、2002年）
- ニューカマーズ『きまずっ!』第2話「誰?」（フジテレビ、2003年）
- 年下の男（TBS、2003年）
- スチュワーデス刑事7（フジテレビ、2003年）
- シェエラザード（NHK、2003年）
- 竜馬がゆく（テレビ東京、2004年）
- オレンジデイズ（TBS、2004年）
- 光とともに…（日本テレビ、2004年）
- 一番大切な人は誰ですか?（日本テレビ、2004年）
- 所轄刑事〜必死の捜査報告〜（フジテレビ、2004年）
- 刑事の妻〜デカツマ〜（テレビ朝日、2005年）
- 警視庁捜査一課強行犯七係（テレビ朝日、2005年）
- 恋のから騒ぎドラマスペシャル「笑われる女」（日本テレビ、2005年）
- 汚れた舌（TBS、2005年）
- NISSAN WINGROAD presents『ロード・トゥ・アウェイゲーム』（BS日テレ、2006年）
- 相棒 season5（テレビ朝日、2007年）
- トリハダ〜夜ふかしのあなたにゾクッとする話を 第2話「未知と知のはざまの葛藤」（フジテレビ、2007年）
- 死ぬかと思った Case1「天使と悪魔」（日本テレビ、2007年）
- 帰ってきた時効警察（テレビ朝日、2007年）
- 示談交渉人 甚内たま子裏ファイル5（TBS、2007年）
- 暴れん坊ママ（フジテレビ、2007年）第7話
- 蒼井優×4つの嘘#2「バライロノヒビ」（WOWOW、2008年）
- アベレイジ「被る男」（フジテレビ、2008年）
- 100の資格を持つ女〜ふたりのバツイチ殺人捜査〜（テレビ朝日、2008年）
- 星新一ショートショート「目撃者」（NHK、2008年）
- アベレイジ2「常識的な範囲」（フジテレビ、2008年）
- ラストメール 第7話「嫁姑殺人事件」（BS朝日、2008年）
- 上野樹里と5つの鞄＃1「ギターケースの女」（WOWOW、2009年）
- 0号室の客「First Story 憧れの男」（フジテレビ、2009年）
- ハンチョウ〜神南署安積班〜 第3シリーズ 第10話（TBS、2010年） - 澄川秀雄 役
- 獣医ドリトル 第1話（TBS、2010年）
- 黄金の豚 第3話（日本テレビ、2010年）
- 崖っぷちのエリー 第5話（テレビ朝日、2010年）
- 告発〜国選弁護人 第8話（テレビ朝日、2011年）
- 警視 深町征爾〜狼は天使の匂い （TBS、2012年）
- 女検視官・江夏冬子（フジテレビ、2012年） - 元木隆志
- 車イスで僕は空を飛ぶ（日本テレビ、2012年）
- 松本清張没後20年特別企画・危険な斜面 （フジテレビ、2012年） - 秘書 役
- 黒澤明ドラマスペシャル 野良犬（テレビ朝日、2013年）
- 泣くな、はらちゃん 第2話（日本テレビ、2013年）
- 女と男の熱帯 第1話（WOWOW、2013年）
- Woman 第2話（日本テレビ、2013年）
- 夏目漱石の妻（2016年） - 坂元雪鳥
- これは経費で落ちません! 第9話（NHK、2019年）
- 花咲舞が黙ってない 第3シリーズ 第2話（2024年） - 鳴沢宏樹 役[2]

### CM
- 日産自動車「マイレージキャンペーン・ドキューン!編」（2001年）
- 吉野家「秋の牛丼の日スペシャル・いいんだ篇」（2002年）
- 吉野家「秋の牛丼の日スペシャル・いいんだ再び篇」（2003年）
- EPSON オフィリオ「ヘルシーオフィス編」（2005年）
- NTT東日本 フレッツ光「とある出張編」（2006年）
- タイヤ館「タイヤ選びのお手伝い編」（2007年）
- 資生堂「エリクシール・シュペリエル」（2008年）
- ダイワハウス「D-Room・TVから八代亜紀篇」（2009年）
- カゴメ「野菜一日これ一本・これイチ残業篇」（2010年）
- 中央ろうきん「ろうきん・オフィス篇／野球篇」（2010年）
- コナミ「ウイニングイレブン2010蒼き侍の挑戦」（2010年）
- P&G「レノアハピネス・再会篇」（2010年）
- NTTドコモ「クラウドオフィス篇」（2011年）
- TBS「夢の扉+」（2011年）
- セイバン「なぜ…？篇」（2011年）
- 三井住友VISAカード「ゴールドローン・クイズ篇」（2011年）
- TOTO「TOILET BIKE NEO・グリーンリモデル篇」（2011年）
- NTTドコモ「メール翻訳コンシェル・サンタクロース篇」（2012年）
- 塩野義製薬「もしもブラマヨの吉田がもっと早く皮フ科へ行っていたら篇」（2013年）
- トヨトミ「省エネセンサー石油ファンヒーター」（2013年）